# Coxsackie
Coxsackie és una població dels Estats Units a l'estat de Nova York. Segons el cens del 2000 tenia 2.895 habitants.

## Demografia
Segons el cens del 2000, Coxsackie tenia 2.895 habitants, 1.188 habitatges, i 723 famílies. La densitat de població era de 515,1 habitants/km².
Dels 1.188 habitatges en un 32% hi vivien nens de menys de 18 anys, en un 43,6% hi vivien parelles casades, en un 12,5% dones solteres, i en un 39,1% no eren unitats familiars. En el 32,7% dels habitatges hi vivien persones soles el 15,3% de les quals corresponia a persones de 65 anys o més que vivien soles. El nombre mitjà de persones vivint en cada habitatge era de 2,38 i el nombre mitjà de persones que vivien en cada família era de 3,09.
Per edats la població es repartia de la següent manera: un 27,1% tenia menys de 18 anys, un 7,8% entre 18 i 24, un 27,6% entre 25 i 44, un 23,8% de 45 a 60 i un 13,7% 65 anys o més.
L'edat mediana era de 37 anys. Per cada 100 dones de 18 o més anys hi havia 81,9 homes.
La renda mediana per habitatge era de 36.098 $ i la renda mediana per família de 44.565 $. Els homes tenien una renda mediana de 36.349 $ mentre que les dones 28.182 $. La renda per capita de la població era de 17.914 $. Entorn del 10,4% de les famílies i el 12,7% de la població estaven per davall del llindar de pobresa.